# ماش‌لیق
ماش‌لیق (به ترکی آذربایجانی: Maşlıq) یک منطقه مسکونی در جمهوری آذربایجان است که در شهرستان جلیل‌آباد واقع شده است. ماش‌لیق ۳۶۵۴ نفر جمعیت دارد.